# João Salaviza
 (septembre 2023).
João Salaviza, né le 19 février 1984 à Lisbonne (Portugal), est un réalisateur, acteur et scénariste portugais.

## Filmographie

### Acteur
- 1992 : Belle Époque : musicien de rue[1]
- 1993 : Coitado do Jorge : Nuno, le neveu de Jorge
- 1994 : Sozinhos em Casa
- 1995 : Regards d'enfance
- 1996 : L'Enfant du secret : Joselito
- 1996 : La Leyenda de Balthasar el Castrado : Balthasar (enfant)
- 1999 : ...Quando Troveja : Gaspar as a Child
- 2004 : Querença : Zé Manel

### Réalisateur
- 2004 : Duas Pessoas
- 2008 : Cães de caça
- 2009 : Arena (court métrage)
- 2010 : Hotel Müller
- 2011 : Casa Na Comporta
- 2011 : Strokkur — également directeur de la photographie et ingénieur du son
- 2012 : Cerro Negro
- 2012 : Rafa
- 2015 : Montanha
- 2017 : High Cities of Bone
- 2018 : Russa
- 2018 : Le Chant de la forêt (Chuva é Cantiria na Aldeia dos Mortos), coréalisé avec Renée Nader Messora
- 2023 : La Fleur de Buriti (Crowrã), coréalisé avec Renée Nader Messora

### Monteur
- 2006 : O Verão de Rita M.
- 2008 : Cães de caça
- 2009 : Arena
- 2010 : Hotel Müller
- 2011 : Strokkur
- 2012 : Cerro Negro
- 2012 : Rafa
- 2015 : Montanha
- 2017 : High Cities of Bone
- 2018 : Russa
- 2018 : Le Chant de la forêt

### Producteur
- 2011 : Strokkur
- 2018 : Russa
- 2018 : Le Chant de la forêt

### Scénariste
- 2008 : Cães de caça
- 2009 : Arena
- 2010 : Hotel Müller
- 2011 : Casa Na Comporta
- 2011 : Strokkur
- 2012 : Cerro Negro
- 2012 : Rafa
- 2015 : Montanha
- 2016 : Elon Não Acredita na Morte
- 2017 : High Cities of Bone
- 2018 : Russa